# Steve Holmes
Steve Holmes (n. 23 martie 1961, Sibiu, cu numele de Cristof Cristian) este un actor și regizor român de filme pentru adulți. În 1968 a emigrat împreună cu familia sa în Germania. A început carierea pornografică în 1996. Din 2002 trăiește și lucrează preponderent în Budapesta și Los Angeles.